# Ceng Čchi
Ceng Čchi (čínsky pchin-jinem Zēng Qǐ, znaky 曾棨, 1372–1432) byl básník a úředník čínské říše Ming. Patřil k vysoce postaveným úředníkům tvořícím ve stylu kabinetní poezie.

## Jméno
Ceng Čchi používal zdvořilostní jméno C’-čchi (čínsky pchin-jinem Zǐqǐ, znaky zjednodušené 子启, tradiční 子啟) a pseudonym Si-šu (čínsky pchin-jinem Xīshù, znaky 西墅).

## Život
Ceng Čchi se narodil roku 1372, pocházel z okresu Jung-feng v prefektuře Ťi-an v jihočínské provincii Ťiang-si. Pocházel z rodiny s dlouhou tradicí státní služby, jeho otec a děd byli úředníky říše Jüan a jejich předek pracoval v úřadech říše Sung. Po studiích konfucianismu úspěšně prošel všemi stupni úřednických zkoušek. Jejich nejvyšší stupeň, palácové zkoušky, složil a hodnost ťin-š’ získal roku 1404 jako nejlepší ze všech kandidátů z celé Číny.
Po zkouškách ho císař Jung-le jmenoval editorem v akademii Chan-lin. V první třetině 15. století patřil k respektovaným učencům a významným básníkům tehdejší kabinetní poezie.
Zemřel roku 1432.